# Luciano Azzolini
Luciano Azzolini (Ala, 30 luglio 1949) è un politico italiano.

## Biografia
Deputato dal 1983 al 1994 con la Democrazia Cristiana, è stato Sottosegretario alla Sanità del Governo Amato I (1992-1993) e al Lavoro e alla previdenza sociale del Governo Ciampi (1993-1994).